# Cremosano
Cremosano (lombardul: Cremusà) település Olaszországban, Lombardia régióban, Cremona megyében. Lakosainak száma 1709 fő (2023. január 1.). Cremosano Casaletto Vaprio, Crema, Trescore Cremasco és Campagnola Cremasca községekkel határos.

## Népesség
A település lakossága az elmúlt években az alábbi módon változott:
| Lakosok száma | 1719 | 1755 | 1760 | 1709 |
|               | 2013 | 2017 | 2018 | 2023 |